# Ruisseau d'Artiès
Le ruisseau d'Artiès est une rivière du sud de la France, située dans le département de l'Ariège, affluent du  Vicdessos donc sous-affluent de la Garonne par l'Ariège.

## Géographie
De 11 km de longueur sur la seule commune d'Auzat, le ruisseau d'Artiès prend sa source dans les Pyrénées dans l'Ariège près de la frontière de l'Andorre sous le nom de ruisseau de la Caudière puis se jette dans le Vicdessos en rive gauche à Ligroul, lieudit de la commune d'Auzat.
Le ruisseau d'Artiès est un cours d'eau de première catégorie passant par l'étang d'Izourt dû à un barrage hydroélectrique. Les poissons présents dans le ruisseau d'Artiès sont la truite arc-en-ciel, la truite fario, le saumon de fontaine et l'omble chevalier.

## Accès
Au sud d'Auzat, il faut emprunter la D8 qui longe le Vicdessos pendant environ 1 km puis prendre par les lacets peu avant la confluence de la route conduisant au hameau d'Artiès qui a donné son nom au ruisseau et où passe le GR 10 qui emprunte la vallée. La route se termine à la Cayanes d'en-bas peu après la centrale hydroélectrique de Pradières. Le GR 10 conduit au barrage d'Izourt dont le ruisseau d'Artiès est l'émissaire.

## Principaux affluents
- Ruisseau de l'étang Fourcat : 1 km
- Ruisseau de Petsiguer : 2,1 km
- Ruisseau des Clots : 1,4 km
- Ruisseau de Laquels : 1,1 km